# Liste von Schiffen mit dem Namen Goðafoss
Goðafoss war und ist ein mehrfach genutzter Schiffsname bzw. Teil eines Schiffsnamens. Der Goðafoss ist einer der bekanntesten Wasserfälle Islands.

## Schiffsliste
| Bezeichnung | Schiffsart                      | Klasse / Typ | Baujahr | Bauwerft                                            | Eigner                                                                     | Dienstzeit | Verbleib | Bild |
| ----------- | ------------------------------- | ------------ | ------- | --------------------------------------------------- | -------------------------------------------------------------------------- | ---------- | --- | ---- |
| Goðafoss    |                                 |              | 1915    | Kjøbenhavns Flydedok & Skibsværft in Kopenhagen     | Reederei Eimskipafélag Íslands (Isländische Dampfschifffahrtsgesellschaft) | bis 1916   | am 30. November 1916 bei Straumnes / Island auf Position 66° 26′ N, 23° 8′ W gestrandet                               |      |
| Goðafoss    | frachtfahrendes Passagierschiff |              | 1921    | Frederikshavns Vaerft & Flydedok A/S, Frederikshavn | Reederei Eimskipafélag Íslands                                             | 1921–1944  | 11. November 1944 torpediert und gesunken                                                                             |      |
| Goðafoss    |                                 |              | 1948    | Burmeister & Wain Kopenhagen                        | Reederei Eimskipafélag Íslands                                             | 1948–1971  | 1968 verkauft, 1970 umbenannt in Krios, am 24. Januar 1971 auf Position 2° 17′ N, 29° 55′ W gesunken                  |      |
| Goðafoss    | Stückgutfrachter                |              | 1970    | Ålborg Værft, Aalborg                               | Reederei Eimskipafélag Íslands                                             | 1970–1992  | 1989 verkauft, 1991 in Sea Reefer umbenannt, 1992 Strandung Peterhead 57° 30′ N, 1° 46′ W, danach in situ abgebrochen |      |
| Goðafoss    | Containerschiff                 |              | 1995    | Ørskov Christensen Stålskibsværft, Frederikshavn    | Reederei Eimskipafélag Íslands                                             |            | 2020 Abbruch in Alang                                                                                                 |      |